# Gokseong
Gokseong (Gokseong-gun, âm Hán Việt: Cốc Thành quận) là một huyện ở tỉnh Jeolla Nam, Đại Hàn Dân Quốc. Huyện này có diện tích 547,37 km2, dân số năm 2001 là 37.080 người.

## Đơn vị kết nghĩa
- Gangdong-gu, Hàn Quốc